# Phương trình Scherrer
Phương trình Scherrer , trong X-ray nhiễu xạ và tinh thể học, là một công thức thể hiện sự liên quan giữa kích thước của các hạt ở cấp độ dưới micromét, hoặc các vi tinh thể trong một chất rắn, với độ mở rộng của một đỉnh trong một mô hình nhiễu xạ. Nó được đặt tên theo Paul Scherrer. Nó được sử dụng để xác định kích thước của hạt tinh thể ở dạng bột.
Phương trình Scherrer có thể được viết như sau:
{\displaystyle \tau ={\frac {K\lambda }{\beta \cos \theta }}}
trong đó:
- τ là kích thước bình quân của các vi tinh thể, bằng hoặc nhỏ hơn kích thước hạt;
- K là yếu tố hình dạng không có thứ nguyên, có giá trị gần bằng phần tử đơn vị. Yếu tố hình dạng có một giá trị điển hình khoảng 0.9, nhưng thay đổi theo hình dạng thực tế của các tinh thể;
- λ là bước sóng của tia X;
- β là line broadening tại một nửa của cường độ cực đại (FWHM), sau khi trừ đi line broadening do dụng cụ, có đơn vị là radians. Đại lượng này là đôi khi cũng được ký hiệu là Δ(2θ);
- θ là góc Bragg (đơn vị là độ).

## Phạm vi áp dụng
Phương trình Scherrer bị giới hạn ở các hạt cấp nano. Nó không thể áp dụng đối với các hạt lớn hơn 0.1 ~ 0.2 mm.
Một điều quan trọng cần nhận thức là công thức Scherrer cho ra kết quả là giới hạn dưới của kích thước hạt. Lý do cho việc này là một loạt các yếu tố có thể ảnh hưởng đến độ rộng của một đỉnh nhiễu xạ bên cạnh các ảnh hưởng do dụng cụ và kích thước tinh thể, những yếu tố quan trọng nhất trong số này thường là lực căng không đồng nhất và lỗi của lưới tinh thể. Các nguyên nhân sau được kể ra:  dislocations, stacking faults, twinning, microstresses, grain boundaries, sub-boundaries, coherency strain, chemical heterogeneities, and crystallite smallness. (Một số trong đó và các lỗi khác có thể dẫn đến sự dịch đỉnh, đỉnh bất đối xứng, sự mở rộng đẳng hướng của đỉnh, hoặc ảnh hưởng đến hình dạng đỉnh.)
Nếu tổng ảnh hưởng của các yếu tố khác đến độ rộng đỉnh bằng không, thì độ rộng sẽ được quyết định duy nhất bởi kích thước tinh thể và công thức Scherrer có thể được áp dụng. Nếu tổng ảnh hưởng của các yếu tố khác đến độ rộng đỉnh khác không, thì kích thước tinh thể có thể lớn hơn so với kết quả dự đoán bởi công thức Scherrer, với phần độ rộng đỉnh "thêm vào" từ các yếu tố khác.